# Mycetophila seclusa
Mycetophila seclusa är en tvåvingeart som först beskrevs av Laffoon 1957.  Mycetophila seclusa ingår i släktet Mycetophila och familjen svampmyggor.
Artens utbredningsområde är Colorado. Inga underarter finns listade i Catalogue of Life.